# Ritu Phogat
Ritu Mahavir Singh Phogat (ur. 2 maja 1994) – indyjska zapaśniczka walcząca w stylu wolnym. Piąta na mistrzostwach świata w 2018. Brązowa medalistka mistrzostw Azji w 2017. Mistrzyni Wspólnoty Narodów w 2016 i 2017. Wicemistrzyni świata juniorów z 2014 i U-23 w 2017 roku.
Pochodzi z rodziny zapaśniczej. Jest siostrą Geety Phogat i Babity Kumari, kuzynką Vinesh Phogat i Priyanki Phogat, a córką Mahavira Singha Phogata.
Zawodniczka  Jaipur Ninja w lidze Pro Wrestling.